# Willem Jacobus Eĳk
Willem Jacobus Eĳk, noto come Wim (Duivendrecht, 22 giugno 1953), è un cardinale e arcivescovo cattolico olandese, dal 2007 arcivescovo metropolita di Utrecht.

## Biografia

### Formazione e carriera accademica
Nato in un comune dell'Olanda Settentrionale, nel 1978 si laureò in medicina e chirurgia presso l'Università di Amsterdam. Dal 1979 intraprese gli studi di Bioetica medica presso l'Università di Leida e nel 1980 entrò nel seminario di Rolduc, a Kerkrade. Fu ordinato presbitero il 1º giugno 1985 dall'allora vescovo di Roermond, Joannes Baptist Matthijs Gijsen, e venne incardinato nella locale diocesi per la quale fu nominato viceparroco di Sant'Antonio di Padova nella municipalità di Venlo.
Nel 1987 conseguì il dottorato di ricerca in bioetica medica, con una tesi sull'eutanasia. In seguito, nel 1990, ottenne anche il dottorato di ricerca in filosofia presso la Pontificia Università San Tommaso d'Aquino a Roma, con una tesi in tema di ingegneria genetica. Poco dopo Eĳk cominciò ad insegnare teologia morale al seminario di Rolduc. Nel 1996, con la chiusura per motivi finanziari del Pontificio Istituto per il Matrimonio e la Famiglia di Kerkrade, si trasferì a Lugano, in Svizzera, per insegnare presso la facoltà teologica della locale Università della Svizzera Italiana. Dal 1997 al 2002 fu componente della Commissione teologica internazionale.

### Vescovo di Groninga
Il 17 luglio 1999 papa Giovanni Paolo II lo nominò vescovo di Groninga, successore del vescovo Johann Bernard Wilhelm Maria Möller. Ricevette la consacrazione episcopale il successivo 6 novembre per l'imposizione delle mani del cardinale Adrianus Johannes Simonis. Scelse il motto episcopale Noli recusare laborem, tratto dalle ultime parole di Martino di Tours. Nel 2001 Eĳk fu colpito da emorragia cerebrale e per qualche tempo dovette cedere le sue funzioni al vicario generale, ma pochi mesi dopo le riassunse, essendosi pienamente rimesso. Come vescovo di Groninga, rispetto alla prassi della Chiesa cattolica olandese degli anni sessanta e settanta, ridimensionò il ruolo dei laici nella liturgia.
Il 4 agosto 2004 Giovanni Paolo II lo nominò membro della Pontificia Accademia per la Vita.

### Arcivescovo di Utrecht e cardinale
L'11 dicembre 2007 papa Benedetto XVI lo ha elevato arcivescovo di Utrecht, 70º successore di San Villibrordo Il 26 gennaio 2008 ha preso possesso dell'arcidiocesi, facendo ingresso nella cattedrale metropolitana di Santa Caterina. Durante il mandato episcopale, per fronteggiare la crescente secolarizzazione e il calo di disponibilità finanziarie ha condotto una severa ristrutturazione della diocesi portando il numero di parrocchie da 326 a 46.
A maggio 2008 è stato nominato dal pontefice membro della Congregazione per il Clero e nel 2011 è stato eletto presidente della Conferenza episcopale dei Paesi Bassi.
Nel concistoro del 18 febbraio 2012 papa Benedetto XVI lo ha creato cardinale presbitero del titolo di San Callisto. Ha preso parte al conclave del 2013, che ha eletto papa Francesco, e al conclave del 2025, che ha eletto papa Leone XIV.

## Prese di posizione
La nomina di Eijk a vescovo di Groninga fu subito accolta dalla stampa nazionale con accenti critici, a causa delle opinioni estremamente conservatrici e inflessibili in materia di moralità sessuale che aveva espresso in veste di docente di teologia morale. Durante il mandato episcopale promosse una maggiore apertura delle chiese, a partire dalla cattedrale di San Giuseppe che da essere un luogo di culto accessibile solo nei fine settimana divenne una comunità vivace e aperta tutti i giorni. L'iniziativa poi venne replicata in tutto il Paese.
All'impegno sociale Eĳk ha fin dall'inizio unito una forte propensione al conservatorismo, specialmente in materia di aborto ed omosessualità, che lo ha reso una delle personalità religiose più discusse dei Paesi Bassi. Prima del sinodo sulla famiglia del 2015 sostenne che il matrimonio civile fra persone già sposate e che non abbiano ricevuto l'annullamento del loro precedente matrimonio è "una forma di adulterio istituzionalizzato".
Dopo la pubblicazione dell'esortazione apostolica Amoris laetitia di papa Francesco, ha sottoscritto le critiche espresse nei Dubia presentati da quattro cardinali. Ha sostenuto che il documento papale aveva ingenerato incertezze fra i fedeli e dichiarato che il pontefice avrebbe dovuto ribadire in modo più chiaro l'indissolubilità del matrimonio e precisare che un cattolico risposato non può accedere all'Eucarestia. A maggio 2018, ha definito "incomprensibile" la scelta di papa Francesco di non prendere posizione contro l'iniziativa della Conferenza episcopale tedesca finalizzata a consentire in alcuni casi l'accesso dei protestanti all'Eucarestia; in tal modo, a suo avviso, il papa mostrava di non essere in grado di difendere il depositum fidei e che ciò costituiva "una deriva verso l'apostasia". Nel novembre 2022 ha chiesto a papa Francesco di scrivere un'enciclica sul tema della cosiddetta teoria del gender, che a suo avviso mina la fede cristiana e l’ordine del creato.

## Araldica

Stemma da vescovo di Groninga
Stemma da arcivescovo di Utrecht e cardinale

## Genealogia episcopale e successione apostolica
La genealogia episcopale è:
- Cardinale Scipione Rebiba
- Cardinale Giulio Antonio Santori
- Cardinale Girolamo Bernerio, O.P.
- Arcivescovo Galeazzo Sanvitale
- Cardinale Ludovico Ludovisi
- Cardinale Luigi Caetani
- Cardinale Ulderico Carpegna
- Cardinale Paluzzo Paluzzi Altieri degli Albertoni
- Papa Benedetto XIII
- Papa Benedetto XIV
- Papa Clemente XIII
- Cardinale Marcantonio Colonna
- Cardinale Giacinto Sigismondo Gerdil, B.
- Cardinale Giulio Maria della Somaglia
- Cardinale Carlo Odescalchi, S.I.
- Vescovo Eugène de Mazenod, O.M.I.
- Cardinale Joseph Hippolyte Guibert, O.M.I.
- Cardinale François-Marie-Benjamin Richard de la Vergne
- Cardinale Pietro Gasparri
- Cardinale Paolo Giobbe
- Cardinale Bernard Jan Alfrink
- Cardinale Adrianus Johannes Simonis
- Cardinale Willem Jacobus Eĳk

La successione apostolica è:
- Vescovo Herman Willebrordus Woorts (2010)
- Vescovo Theodorus Cornelis Maria Hoogenboom (2010)
- Vescovo Cornelis Franciscus Maria van den Hout (2017)

## Opere
- Willem Jacobus Eijk e Andrea Galli, Dio vive in Olanda, Ares, 2020, ISBN 9788881559992.
- Willem Jacobus Eijk, Sull'amore. Matrimonio ed etica sessuale [De band van de liefde. Katholieke huwelijksmoraal en seksuele ethiek], Cantagalli, 2024  [2022], ISBN 9791259623973.